# Premis YoGa 2006
Els 17è Premis YoGa foren concedits al "pitjoret" de la producció cinematogràfica de 2005 per Catacric la nit del 31 de gener de 2006 "en un lloc cèntric de Barcelona" per un jurat anònim que ha tingut en compte les apreciacions, comentaris i suggeriments dels lectors de la seva web. En la pròpia web dels premis fan un esment al fet que han decidit no "premiar" pel·lícules i directors com Ricardo Bofill i Hot milk o Santiago Segura i els seus Torrentes y Borjamaris perquè 
| « | No mereixen la nostra atenció: ja tenen bastant publicitat i els nostres col·legues dels premis Godoy els han prestat tot l'espai que precisen. | » |

## Guardonats
| Secció           | Premi               | Nom                                 | Guanyador                                                                                            |
| ---------------- | ------------------- | ----------------------------------- | --- |
| Cinema estranger | Pitjor pel·lícula   | "China y Zorrilla"                  | El sabor de la síndria                                                                               |
| Cinema estranger | Pitjor director     | "Un poco de Magno es mucho"         | Oliver Stone, per Alexandre                                                                          |
| Cinema estranger | Pitjor actor        | "Legolas, ¿a dónde vas?"            | Orlando Bloom, per El regne del cel i Elizabethtown                                                  |
| Cinema estranger | Pitjor actriu       | "Million boba baby"                 | Renée Zellweger, per Cinderella Man                                                                  |
| Cinema espanyol  | Pitjor pel·lícula   | "Chanquete"                         | Camarón                                                                                              |
| Cinema espanyol  | Pitjor direcció     | "Soñando, soñando, acabé patinando" | Juanma Bajo Ulloa, per Frágil                                                                        |
| Cinema espanyol  | Pitjor actor        | "El pen(e)alty más largo del mundo" | Santi Millán, per Amor idiota                                                                        |
| Cinema espanyol  | Pitjor actriu       | "La cosilla de Adán"                | Eva Cobo, per Pasos                                                                                  |
| Especials        | Autoestima          | "No dirijas que es peor"            | Federico Luppi, Alexis Valdés i Liberto Rabal, pel seu debut com a directors                         |
| Especials        | Menció              | "Horror amarillo"                   | Cine de terror asiàtic                                                                               |
| Especials        | Institució          | "Atraco a las tres"                 | Ministeri de Cultura d'Espanya, per "apropiació indeguda" de El regne del cel, Sahara i A Good Woman |
| Especials        | Uno de los nuestros | "Qué de-leite Méndez Leite"         | 20a gala dels Premis Goya                                                                            |